# 天使怪盜
《天使怪盜》是杉崎由綺琉於1997年在角川書店《月刊Asuka》雜誌上連載的少女漫畫，在2003年被改編為電視動畫全26話。可是自2005年8月以來，兩次長期中止連載，於《月刊Asuka》2009年4月號連載一段時間再度休載。在《月刊ASUKA》5月号預告連載再開，於2018年7月号再次連載。2021年1月22日，在《月刊Asuka》2021年3月號完結。後於2024年11月22日正式公布連載名為《DNAngels》的次世代新作。

## 劇情簡介
14歲男孩丹羽大助，他有一種特殊的遺傳能力。每當他看到或想到他暗戀的人原田梨紗，他就會變成了惡名昭彰的怪盜「DARK」。「DARK」是「黑翼」所創造，是一個非常大的藝術品，同時「黑翼」也一起創造「KRAD」。KRAD是完全相反於DARK，KRAD之於冰狩家，就好比DARK之於丹羽家。
大助被梨紗拒絕後，開始注意到梨紗的姐姐原田梨紅。梨紅一開始認為大助很遲鈍、笨手笨腳的，但後來她喜歡上大助。在大助喜歡梨紅並表達之後，梨紅也開始喜歡大助。更糟的是梨紗居然愛上了 DARK，DARK反而愛上了梨紗的姐姐。倒楣的大助要如何渡過這種白天為普通人，晚上卻是怪盜，而且又要提防身分曝露的生活呢？

## 登場人物
※標示為電視動畫、廣播劇CD的配音員。
丹羽大助（聲：入野自由／保志總一朗、年幼：金田朋子）
本故事的主角，14歳。東野第2中學二年級生，性格溫純，原本是一個典型中學生，在他14歲生日時跟原田梨紗告白，不料被拒絕。由於繼承了丹羽家族特殊的DNA，回家之後看著他畫的原田梨紗，突然變成大怪盗DARK。從此之後丹羽大助的人生都變了。
每逢丹羽大助看著內心充滿著愛意的相片就變身為大怪盗DARK(非常不情願的)。丹羽大助的內心純樸，跟DARK完全相反，丹羽大助每次都要努力且費心地阻止DARK做些瘋狂的事。由於丹羽大助要繼承DARK的事業，從小開始都要被訓練一些正常人不會做的事，像躲過陷阱、開鎖等等，因為從小就被訓練所以可以做很多正常人做不到的事。在一些因緣際會之後，丹羽大助漸漸喜歡原田梨紅。丹羽大助非常喜歡藝術，常常一個人作畫，但原田梨紅不會作畫，而丹羽大助卻很有耐心的教導她。
因為丹羽大助常常作畫，所以他非常瞭解藝術，這跟日渡怜非常相近，丹羽大助其是想去創造藝術，而不是去偷它。
DARK（聲：置鮎龍太郎／小野坂昌也）
一旦到14歲且經歷過戀愛丹羽家的男性，DARK就會從其體內出現。事實上，他銷聲匿跡了40年。這是因為大助的祖父大樹僅有一個女兒，笑子，身為女性，笑子不可能成為DARK。（在動畫中）DARK是小偷，經常竊取日渡家製作帶有詛咒的藝術品，因那些藝術品是對人有害的，所以在竊盜後就收藏於丹羽家的地下室內並且進行封印，不過也有少量的例外。
維茲（聲：?／豊口惠）
丹羽家的寵物，同時也是DARK的使役魔，外表很像狗跟兔子的混血，無論身在何處都可以回應DARK的招集，然後轉變成黑色的翅膀，附在DARK的背上。維茲比較像是像狗跟兔子的混血，被梨紅說很可愛。他還有其他的變化，例如冒充DARK或大助，但不善常說話，不喜歡學習新詞。他討厭水，不會游泳，怕恐怖電影，並痛恨KRAD。維茲不善常說話，不喜歡學習新詞想大助和DARK，但維茲不擅長發音，總是把「ダイスケ」（Daisuke，大助）說成「ダイスキ」（Daisuki，喜歡）。
原田梨紅（聲：中山真奈美／今井由香）
大助的同班同學。原田雙胞胎姐妹的年長者。但她不像她的妹妹梨紗那樣偏愛時尚而且喜歡搞關係，梨紅喜歡運動，在學校之中常被認為男人婆。與她的妹妹梨紗比較起來，梨紅比較獨立且實際。身體的特徵方面，她的頭髮比她妹妹短，而且她看起來有更多的精力和健身的習慣。雖然初吻被DARK奪走，但是現在兩情相悅，與大助陷入熱戀中。
原田梨紗（聲：淺野真澄／丹下櫻/釘宮理惠（A Legend of Vampaireのみ））
是大助的同班同學。原田雙胞胎之中的年幼者，但她比梨紅更為天真。梨紗最初是大助愛慕的對象。然而她卻不喜歡大助，以「他太平凡」的理由拒絕，只有把他當做一位最好的朋友，但卻對DARK一見鍾情。雖然和原田梨紅一樣固執、堅毅和温柔，梨紗是天真且笨拙的。
日渡怜（聲：石田彰／關智一）
一介國中生卻是搜查DARK的總司令。會身變成為和DARK兩極化存在的KRAD，舊名冰狩，目前與大助聯手中。個性深層、冰冷、和沈默、平靜內斂，也從不顯示過多的情緒，雖然這些都似乎對大助起不起作用，因為大助總是會釋出關心。他非常地聰明，八歲從高中畢業，十三歲在倫敦大學畢業，然而，他進入大助所讀的初中，跟大助說是因為他想要過正常的生活。感情方面不明，他缺乏動力的原因可能是因為KRAD的關係：假若他顯示一絲絲感情，KRAD可能就會藉機殺死他。
KRAD（聲：草尾毅/松野太紀（A Legend of Vampaire））
日渡怜在冰狩家的DNA發揮作用後變身的模樣。擁有純白的羽翼，敵視丹羽家及DARK。KRAD跟DARK是完全相反的事物，也是DARK最頭痛的敵人。
丹羽笑子（聲：玉川紗己子／永島由子，年幼：川田妙子）
丹羽大助的母親。與她的年齡不相稱，她非常地活潑。她為DARK製作衣服，當DARK出去偷藝術品的時候。她也負責發預告信給警察下一個目標是甚麼。儘管她發了預告信，卻沒有告訴大助，經常都影響到大助日常生活。丹羽笑子非常愛她的丈夫，大助的父親小助。笑子小的時候很沮喪，作為一個年輕女孩，是不可以繼承怪盜的，但她後來認命了，目前樂於作一個「大怪盜的母親」。她曾經用盡各種方法希望DARK在自己體內出現，但都以失敗而告終。
丹羽大樹（聲：青野武）
丹羽大樹是丹羽大助的祖父和丹羽笑子的父親。丹羽大樹是40年前DARK的主人。不像丹羽大助，他多次在没有DARK的情況下自己辦案，獲得可以在人類的狀態下比大助更迅速使用翅膀的能力。他的任務是竊取物品，像DARK一樣，彷彿這是他的工作。他少年時期，丹羽大樹有一碗形，緋紅的頭髮，後來變成灰色，並在晚年有了孫子。他在漫畫中出現的次數比動畫系列中多。
丹羽小助（聲：寺杣昌紀）
丹羽笑子的丈夫，也是丹羽大助的父親。是個害羞和周到的人。他已婚，到丹羽家庭，並冠了姓氏，成了丹羽的男性。他在旅途中得知了很多關於魔法的事情，但他有很多年沒有見過他的兒子。丹羽小助離開時，大助只有兩歲。直到他回到丹羽家時，大助已經14歲了。他旅遊的目的是為了尋找冰狩家和丹羽家之間的秘密。他的個性非常嚴肅，但有一點神經大條，完全像他的兒子。他很容易因他的妻子丹羽笑子和她的滑稽動作産生尷尬。丹羽小助也是其中一個比較晚進來的人物，原名不知道。
冴原剛（聲：白石稔）
追蹤DARK的冴原警部之子，常常利用爸爸的職務之便所擁有的情報挖掘大頭條。
冴原剛是丹羽大助十年來最好的朋友，期間他扮演喜劇的角色。他也是在日渡怜的指揮下奉行逮捕DARK的警務督察冴原警部的兒子。他很好動，和善而且蠻橫。他是一個熱心的記者，他利用他父親的聯絡人以獲取資訊。在漫畫中日渡怜也曾多次批評他的計劃，說他們是無效的。他喜歡把他的工作，例如功課和打掃教室丟給丹羽大助，所以他可以早點離校，以便找到拍攝DARK的良好的拍攝地點。
平時非常少出現，出現大部分都是學生服。
永遠的指標（聲：田中理惠）
冰狩的美術品之一，通稱小遠（トワちゃん），但後來被釋放出來，是被最後的後裔日渡怜釋放的。漫畫中她是永遠的指標，是原先在燈塔上的鵜鴣雕像。作為一位非常有朝氣，活潑的守護者，她只能夠在夜間維持人類狀態，在白天她只能以鳥形雕像或一隻如同維茲般大小的鳥的形式存在。
檜尾澪（聲：川田妙子）
動畫原創人物。轉學生。第一印象是，她看起來是一個頭腦簡單的女孩。個性聰明，她似乎很喜歡社交，樂觀，精力充沛，自發的，並帶有點恐嚇或害怕。

## 出版書籍

### 漫畫
單行本累計銷售400萬部。也有出版發行世界各國翻譯版本。
15卷之後僅發行電子書，並出版完全版全10卷。
單行本
| 卷數 | 角川書店       | 角川書店               | 東立出版社     | 東立出版社            |
| 卷數 | 發售日期       | ISBN                   | 發售日期       | ISBN                  |
| ---- | -------------- | ---------------------- | -------------- | --------------------- |
| 1    | 1997年11月13日 | ISBN 978-40-4-924701-5 | 1999年2月15日  | ISBN 957-34-7621-5    |
| 2    | 1998年12月14日 | ISBN 978-40-4-924761-9 | 1999年12月5日  | ISBN 957-34-7622-3    |
| 3    | 1999年8月19日  | ISBN 978-40-4-924789-3 | 2000年7月10日  | ISBN 957-34-9763-8    |
| 4    | 2000年7月17日  | ISBN 978-40-4-924827-2 | 2001年1月25日  | ISBN 957-34-9764-6    |
| 5    | 2001年2月17日  | ISBN 978-40-4-924851-7 | 2001年8月25日  | ISBN 957-699-846-8    |
| 6    | 2002年1月17日  | ISBN 978-40-4-924887-6 | 2002年7月15日  | ISBN 957-699-847-6    |
| 7    | 2002年10月17日 | ISBN 978-40-4-924917-0 | 2003年2月20日  | ISBN 986-11-1356-8    |
| 8    | 2003年3月17日  | ISBN 978-40-4-924940-8 | 2003年7月20日  | ISBN 986-11-2616-3    |
| 9    | 2003年7月18日  | ISBN 978-40-4-924945-3 | 2003年10月5日  | ISBN 986-11-3183-3    |
| 10   | 2004年2月17日  | ISBN 978-40-4-924962-0 | 2004年4月10日  | ISBN 986-11-3908-7    |
| 11   | 2005年8月10日  | ISBN 978-40-4-925010-7 | 2005年10月28日 | ISBN 986-11-7507-5    |
| 12   | 2008年6月17日  | ISBN 978-40-4-925060-2 | 2008年12月10日 | ISBN 978-986-102050-1 |
| 13   | 2008年10月17日 | ISBN 978-40-4-925063-3 | 2009年3月24日  | ISBN 978-986-103038-8 |
| 14   | 2010年9月24日  | ISBN 978-40-4-925074-9 | 2011年4月1日   | ISBN 978-986-107248-7 |
| 15   | 2011年1月24日  | ISBN 978-40-4-925076-3 | 2011年10月13日 | ISBN 978-986-107249-4 |

- 16 ：2019年1月24日發售（※電子書）
- 17：2019年7月24日發售（※電子書）
- 18：2020年3月24日發售（※電子書）
- 19、20：2021年6月24日發售（※電子書）

完全版（New Edition）
| 卷數 | 角川書店      | 角川書店               | 東立出版社     | 東立出版社                           |
| 卷數 | 發售日期      | ISBN                   | 發售日期       | ISBN                                 |
| ---- | ------------- | ---------------------- | -------------- | ------------------------------------ |
| I    | 2021年1月22日 | ISBN 978-4-04-108065-8 | 2023年3月20日  | ISBN 978-626-347-819-0（首刷附錄版） |
| II   | 2021年1月22日 | ISBN 978-4-04-108064-1 | 2023年4月20日  | ISBN 978-626-347-820-6（首刷附錄版） |
| III  | 2021年2月22日 | ISBN 978-4-04-108066-5 | 2023年5月22日  | ISBN 978-626-347-821-3（首刷附錄版） |
| IV   | 2021年2月22日 | ISBN 978-4-04-108067-2 | 2023年6月19日  | ISBN 978-626-347-822-0（首刷附錄版） |
| V    | 2021年3月24日 | ISBN 978-4-04-108068-9 | 2023年7月20日  | ISBN 978-626-347-823-7（首刷附錄版） |
| VI   | 2021年3月24日 | ISBN 978-4-04-108069-6 | 2023年8月21日  | ISBN 978-626-347-824-4（首刷附錄版） |
| VII  | 2021年4月24日 | ISBN 978-4-04-108070-2 | 2023年9月21日  | ISBN 978-626-347-825-1（首刷附錄版） |
| VIII | 2021年4月24日 | ISBN 978-4-04-108071-9 | 2023年10月23日 | ISBN 978-626-347-826-8（首刷附錄版） |
| IX   | 2021年5月24日 | ISBN 978-4-04-108072-6 | 2023年11月23日 | ISBN 978-626-347-827-5（首刷附錄版） |
| X    | 2021年5月24日 | ISBN 978-4-04-108073-3 | 2023年12月25日 | ISBN 978-626-347-828-2（首刷附錄版） |

### 畫集
- D・N・ANGEL Illustrations FEDER 2003年6月26日發售 ISBN 4-04-853651-6

### 公式書
- D・N・ANGEL シールブック 2004年7月30日發售 ISBN 4-04-853756-3

### 小說
由岡崎純子所撰寫的小說版。於角川ティーンズルビー文庫上刊載後、新裝版由角川Beans文庫再版發行。全3卷。
1. D・N・ANGEL- 1999年9月發售 ISBN 978-40-4-438401-2 / 2001年9月發售 ISBN 978-40-4-444901-8
2. D・N・ANGEL- 2000年2月發售 ISBN 978-40-4-438402-9 / 2001年9月發售 ISBN 978-40-4-444902-5
3. D・N・ANGEL- 2000年9月發售 ISBN 978-40-4-438403-6 / 2001年9月發售 ISBN 978-40-4-444903-2

由槇ありさ所撰寫的動畫改編小說。角川Beans文庫。全2卷。
1. D・N・ANGEL―TV Animation Series/1st. 2003年7月發售 ISBN 978-40-4-447102-6
2. D・N・ANGEL―TV Animation Series 2nd. 2003年9月發售 ISBN 978-40-4-447103-3

## 電視動畫

### 製作人員
- 原作：杉崎由綺琉（角川書店 Asuka Comics 連載）
- 監督：羽原信義
- 企畫製作人：松山進（TOKYO TV）、安田猛、井上伸一郎（角川書店）、渡邊哲也（dentsu）、下池志直（XEBEC）
- 系列構成：荒川稔久
- 角色設計：山岡信一
- 道具設計：森木靖泰
- 美術監督：海野よしみ
- 色彩設計：關本美津子
- 攝影監督：廣瀨勝利
- 編輯：伊藤潤一（JAY FILM）
- 音樂：長谷川智樹、江口貴勅
- 音響監督：鶴岡陽太
- 音響效果：倉橋裕宗（Sound Box）
- 錄音調整/選曲：矢野哲
- 錄音助手：五十嵐惠美
- 錄音工作室、錄音製作：樂音舍
- 錄音製作擔當：杉山好美
- 音樂製作人：櫻井裕子
- 音樂製作/協力：Victor Entertainment、東京電視台 Music
- 製作人：紅谷佳和→瀧川治水、山西太平、伊藤敦、中村里美
- 製作：東京電視台、電通、XEBEC

### 主題曲
片頭曲
「白夜〜True Light〜」
作詞 - 酒井幹郎 / 作曲 - 山崎ますみ / 編曲 - 永井誠 / 歌 - 宮本駿一
片尾曲
「やさしい午後」（第2話 - 第12話）
作詞 - 山口みなこ / 作曲 - 松浦みつを / 編曲・歌 - Minawo
リウンドプロデュース - 氷室マサユキ
「はじまりの日」（第13話 - 第23話、第25話）
作詞 - 山口みなこ / 作曲 - 松浦みつを / 編曲・歌 - Minawo
リウンドプロデュース - 氷室マサユキ
「Caged Bird」（第24話）
作詞・作曲・歌・演奏 - 宮本駿一
「道標」（第26話）
作詞 - 酒井ミキオ / 作曲・編曲 - 長谷川智樹 / 歌 - 宮本駿一

### 各話列表
| 話數     | 日文標題 | 中文標題（英文標題）                                    | 腳本     | 分鏡     | 演出     | 作畫監督                     | 播放日期      |
| -------- | -------- | ------------------------------------------------------- | -------- | -------- | -------- | ---------------------------- | ------------- |
| STAGE 1  |          | 復活的Dark Dark Reborn                                  | 荒川稔久 | 羽原信義 | 羽原信義 | 山岡信一                     | 2003年 4月3日 |
| STAGE 2  |          | 回想的思念 Rekindled Flame                              | 荒川稔久 | 吉川浩司 | 吉川浩司 | 本橋秀之                     | 4月10日       |
| STAGE 3  |          | 獨角獸的呢喃 Whisper of the Unicorn                     | 荒川稔久 | 二瓶勇一 | 二瓶勇一 | 山本郷 たけだかずひさ        | 4月17日       |
| STAGE 4  |          | 光明與黑暗之間 Between Light and Darkness               | 荒川稔久 | 羽原信義 | 高橋順   | 植田實                       | 4月24日       |
| STAGE 5  |          | 雙人烹飪 Double Cooking                                 | 中弘子   | 開木菜織 | 廣嶋秀樹 | 大野つとむ                   | 5月1日        |
| STAGE 6  |          | 白色情人節的回憶                                        | 翁妙子   | 吉川浩司 | 上田茂   | 立田眞一                     | 5月8日        |
| STAGE 7  |          | 聖多尼斯的庭院 Adonis Of the Promise Garden             | 村山桂   | 二瓶勇一 | 二瓶勇一 | 山本善哉                     | 5月15日       |
| STAGE 8  |          | 瑪瑙的預告狀 Menou's Warning Letter                     | 桶谷顯   | 羽原信義 | 林有紀   | 本橋秀之                     | 5月22日       |
| STAGE 9  |          | 小小的戀愛 A Little Romance                             | 翁妙子   | 坂田純一 | 大槻敦史 | 平山英嗣                     | 5月29日       |
| STAGE 10 |          | 一位音樂家的肖像 Portrait of a Musician                 | 村山桂   | 二瓶勇一 | 二瓶勇一 | 堀たえ子                     | 6月5日        |
| STAGE 11 |          | 海神的神殿 The Temple of Neptune                        | 中村寬之 | 開木菜織 | 廣嶋秀樹 | 大野つとむ 山岡信一 堀たえ子 | 6月12日       |
| STAGE 12 |          | 與金紅石一起... With Rutile...                          | 桶谷顯   | 吉川浩司 | 吉川浩司 | 山本善哉                     | 6月19日       |
| STAGE 13 |          | 永遠的目標 Eternal Guide                                | 翁妙子   | 西澤晋   | 林有紀   | 本橋秀之                     | 6月26日       |
| STAGE 14 |          | 新的對手 A New Rival                                    | 荒川稔久 | 榎本明廣 | 榎本明廣 | 石川健朝                     | 7月3日        |
| STAGE 15 |          | 燒烤恐慌 Barbecue Panic                                 | 中弘子   | 大槻敦史 | 大槻敦史 | 立田眞一                     | 7月10日       |
| STAGE 16 |          | 找到了 I Found Her...                                   | 桶谷顯   | 羽原信義 | 吉川浩司 | 平山英嗣                     | 7月17日       |
| STAGE 17 |          | 沒有Dark的夏天 A Summer Without Dark                    | 翁妙子   | 二瓶勇一 | 二瓶勇一 | 堀たえ子                     | 7月24日       |
| STAGE 18 |          | 流星落下的夜晚的2個人 A Couple Under The Shooting Stars | 荒川稔久 | 西澤晋   | 林有紀   | 本橋秀之                     | 7月31日       |
| STAGE 19 |          | 最棒的女主角 Beautiful Heroine                          | 翁妙子   | 榎本明廣 | 榎本明廣 | 山本善哉                     | 8月7日        |
| STAGE 20 |          | 想見你 Because I Wanted To See You                      | 中弘子   | 後藤圭二 | 後藤圭二 | 門之園惠美                   | 8月14日       |
| STAGE 21 |          | 凍結的呼喚聲 An Icy Voice Calling                       | 村山桂   | 吉川浩司 | 吉川浩司 | 立田眞一                     | 8月21日       |
| STAGE 22 |          | Ice and Snow                                            | 荒川稔久 | 林有紀   | 林有紀   | 本橋秀之                     | 8月28日       |
| STAGE 23 |          | 時之秒針 The Second Hand of Time                        | 翁妙子   | 二瓶勇一 | 二瓶勇一 | 堀たえ子                     | 9月4日        |
| STAGE 24 |          | 心中下起了雪 Snow Falls in The Heart                    | 村山桂   | 榎本明廣 | 榎本明廣 | 山本善哉 立田眞一            | 9月11日       |
| STAGE 25 |          | 黑翼 The Black Wings                                    | 荒川稔久 | 羽原信義 | 大槻敦史 | 平山英嗣                     | 9月18日       |
| STAGE 26 |          | 永遠的Dark Eternal Dark                                 | 荒川稔久 | 羽原信義 | 羽原信義 | 山岡信一                     | 9月25日       |

### 播放電視台
| 播放地區       | 播放電視台   | 播放日期               | 播放時間             | 放送系列   | 備註       |
| -------------- | ------------ | ---------------------- | -------------------- | ---------- | ---------- |
| 關東廣域圏     | 東京電視台   | 2003年4月3日 - 9月25日 | 星期四 18:30 - 19:00 | 東京電視系 | 製作電視台 |
| 大阪府         | 大阪電視台   | 2003年4月3日 - 9月25日 | 星期四 18:30 - 19:00 | 東京電視系 | 同時網     |
| 愛知縣         | 愛知電視台   | 2003年4月3日 - 9月25日 | 星期四 18:30 - 19:00 | 東京電視系 | 同時網     |
| 福岡縣         | TVQ九州放送  | 2003年4月3日 - 9月25日 | 星期四 18:30 - 19:00 | 東京電視系 | 同時網     |
| 北海道         | 北海道電視台 | 2003年4月3日 - 9月25日 | 星期四 18:30 - 19:00 | 東京電視系 | 同時網     |
| 岡山縣・香川縣 | 瀨戶內電視台 | 2003年4月3日 - 9月25日 | 星期四 18:30 - 19:00 | 東京電視系 | 同時網     |
| 岐阜縣         | 岐阜放送     |                        |                      | 獨立UHF局  |            |

## 相關商品

### 音樂專輯
- D・N・ANGEL 原聲帶 1

(D.N.ANGEL Original Sound Track 1)
這張專輯收錄動畫前半部的音樂。
- D・N・ANGEL 原聲帶 2

(D.N.ANGEL Original Sound Track 2)
這張專輯收錄動畫後半部的音樂。
- D.N.Angel Vocal Collection

這張專輯收錄的主要都是電視動畫的歌曲。

### 廣播劇CD
- D・N・ANGEL WINK 1st Target : Sleeping Beauty

- D・N・ANGEL WINK 2nd TARGET : Lovesick

- D・N・ANGEL WINK 3rd TARGET : Love Pleasure

- D.N.ANGEL WINK

- 「D・N・ANGEL」trilogy

這張是Drama CD歌曲，分別是大助、DARK、日渡怜配音所唱。
- 「 D・N・ANGEL 」 CD Drama1 CUTE [Soundtrack]

- D・N・ANGEL CD Drama2 D・N・ANGEL Sweet

## 外部連結
- Victor Entertainment — D・N・ANGEL （页面存档备份，存于）（日語）